# 上西門
上西門（じょうさいもん）は、平安京大内裏の外郭門のひとつである。いわゆる外郭十二門の一つには数えないが、他の門同様に用いられ、右衛門府が警固を担当した。

## 概要
大内裏の西面、殷富門の北。西大宮大路に面し、土御門大路に向かう。他の門とは異なり、単に築地を切り開いただけのもので屋根がないため「西土御門」と呼ばれた。